# Barém nos Jogos Olímpicos de Verão de 2000
O Barém participou dos Jogos Olímpicos de Verão de 2000 em Sydney, Austrália.